# Gibberella intricans
Gibberella intricans är en svampart som beskrevs av Wollenw. 1930. Gibberella intricans ingår i släktet Gibberella och familjen Nectriaceae.   Inga underarter finns listade i Catalogue of Life.